# Luitenant-gouverneur van Newfoundland en Labrador

Vlag van de luitenant-gouverneur van Newfoundland en Labrador

Embleem van de luitenant-gouverneur van Newfoundland en Labrador

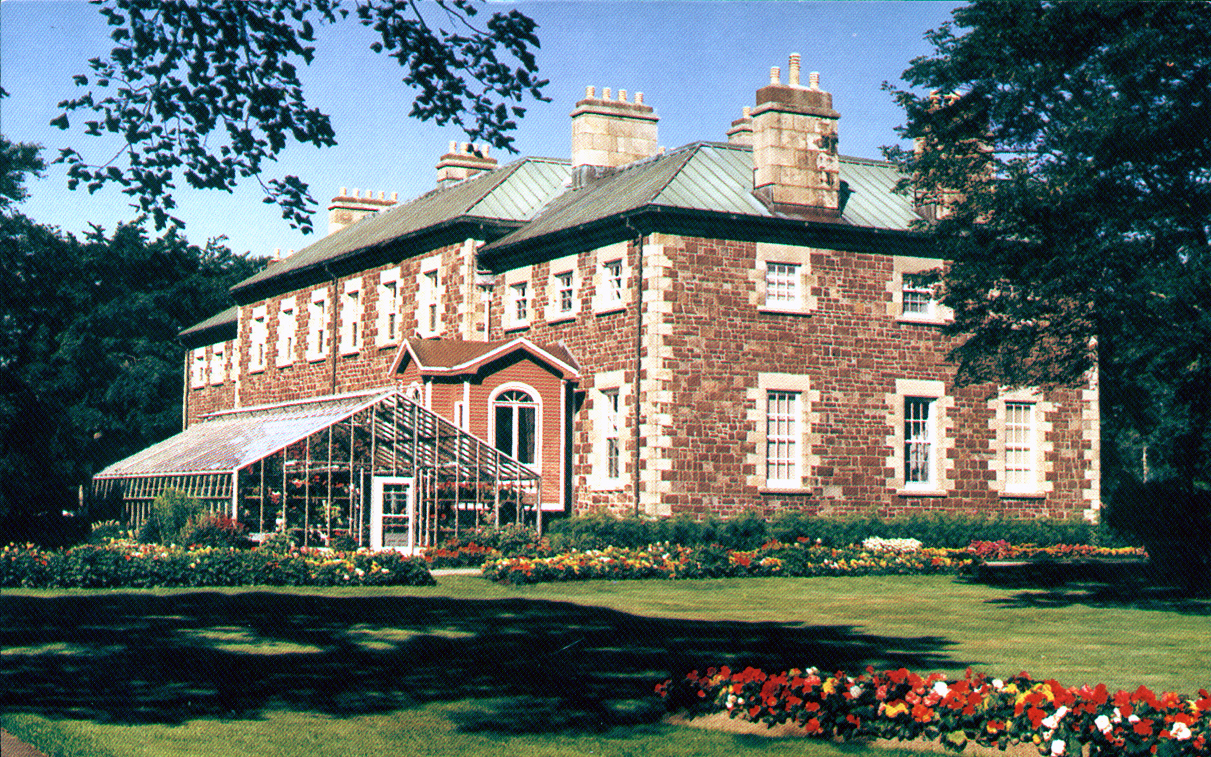
Government House

De luitenant-gouverneur van Newfoundland en Labrador is de vertegenwoordiger van de Canadese Kroon in de provincie Newfoundland en Labrador, alwaar de monarch vanwege het federale karakter van Canada apart optreedt. Hij of zij is belast met het uitvoeren van de meeste constitutionele en ceremoniële taken van de vorst binnen de provincie. 
De luitenant-gouverneur wordt aangeduid door de premier van Canada, al gebeurt de officiële benoeming door de gouverneur-generaal van Canada. De 15e luitenant-gouverneur van Newfoundland en Labrador is Joan Marie Aylward, die op 14 november 2023 werd aangesteld.
Government House in de provinciehoofdstad St. John's is de ambtswoning van de luitenant-gouverneur van Newfoundland en Labrador.

## Taken en publieke aanwezigheid
De luitenant-gouverneur van Newfoundland en Labrador is belast met een aantal overheidstaken en neemt ook verschillende ceremoniële rollen op zich. Zo is het de luitenant-gouverneur waarbij de provinciale premier en ministers de eed afleggen en die koninklijke bekrachtiging geeft aan alle wetten.
De luitenant-gouverneur neemt jaarlijks verdienstelijke personen op in de Orde van Newfoundland en Labrador. Hij of zij reikt ook heel wat andere provinciale prijzen uit, zoals de Award for Excellence in Public Administration en de Newfoundland War Service Volunteer Medal.
Daarnaast treedt hij of zij op als erevoorzitter of erelid van verschillende organisaties en verenigingen in de provincie. Daarnaast is de luitenant-gouverneur ex officio ere-hoofdcommissaris van de Royal Newfoundland Constabulary (politie) en ere-kolonel van het Royal Newfoundland Regiment (leger). Ook wordt de luitenant-gouverneur vanaf zijn of haar aanstelling automatisch vice-prior van de Orde van Sint-Jan in Newfoundland en Labrador.
Ieder jaar is de luitenant-gouverneur van Newfoundland en Labrador ook als eregast aanwezig bij vele tientallen vieringen, herdenkingen en activiteiten. Bij zulke gelegenheden wordt de luitenant-gouverneur van Newfoundland en Labrador steeds vergezeld door diens vlag. Daarnaast is hij of zij voor verscheidene gelegenheden gastheer of -vrouw, zowel in het Government House in St. John's als op andere locaties in de provincie.
De luitenant-gouverneur ageert steeds op advies van de Canadese regering en premier, maar mag in eigen naam adviseren, aanmoedigen en waarschuwen.

## Termijn
Een luitenant-gouverneur wordt normaal gezien aangesteld voor een termijn van vijf jaar. Het vroegtijdig beëindigen van het luitenant-gouverneurschap kan enkel wanneer het met redenen gestaafd is. Een verlenging van de termijn is mogelijk wanneer de premier van Canada en de luitenant-gouverneur zelf dit zo overeenkomen.

## Geschiedenis
De functie werd in het leven geroepen in 1949, toen het Dominion Newfoundland als tiende provincie toetrad tot de Canadese Confederatie, al is het in essentie een voortzetting van de historische functie van gouverneur van Newfoundland, die al sinds de 17e eeuw bestond. In 2001 veranderde de naam van de provincie Newfoundland naar Newfoundland and Labrador, waardoor de titulatuur van de luitenant-gouverneur eveneens wijzigde.
De eerste luitenant-gouverneur was Albert Walsh (1949). De eerste vrouwelijke luitenant-gouverneur was Judy Foote (2018-2023).